# Instabilidade elástica
A instabilidade elástica se refere a um conjunto de fenômenos de não linearidade geométrica que se manifesta na qual os deslocamentos em um elemento estrutural não são proporcionais às forças aplicadas. Isso está relacionado com que dentro de certa faixa de deslocamentos e forças as equações de governo de tal elemento estrutural apresentam não linearidade.

## Fenômenos de instabilidade elástica
Os principais fenômenos de instabilidade elástica são:
- Flambagem flexional, que se dá especialmente em pilares e prismas mecânicos de grande esbeltez flexional.
- Instabilidade lateral, que se dá basicamente em vigas em peças de pequena esbeltez torsional.
- Instabilidade de arcos (snap through unidimensional), que se dá em arcos ou peças planas de diretriz curva carregados no plano de curvatura.
- Instabilidade de cúpulas (snap through bidimensional), que se dá em cúpulas pouco orientadas sob cargas verticais.
- Abaulamento local, que se dá em elementos bidimensionais nos que em alguma direção existem tensões de compressão, paralelas ao plano tangente ao elemento.